# Memorias póstumas de Blas Cubas

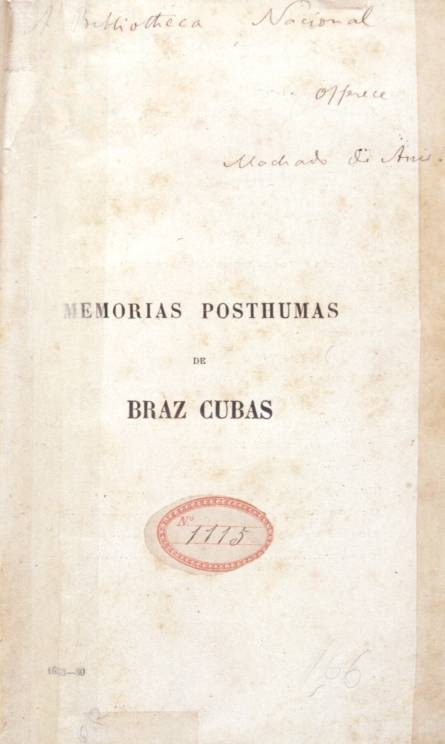
Portada de un ejemplar de Las memorias póstumas de Bras Cubas, de Joaquim Maria Machado de Assis (1839 - 1908), dedicado por el autor a la Biblioteca Nacional de Brasil.

Memorias póstumas de Blas Cubas (Memórias póstumas de Brás Cubas) es una novela del escritor brasileño Joaquim Machado de Assis, considerada la primera novela realista de la literatura brasileña. La novela está planteada como las memorias de un personaje, Blás Cubas, que escribe después de su muerte. 
La novela se publicó originalmente en 1880 en forma de folletín por entregas en la Revista Brasileira. En 1881 se publicó en libro, provocando la confusión de los críticos, que incluso pusieron en cuestión que se tratase de una verdadera novela: la obra era extremadamente osada desde el punto de vista formal, y resultó sorprendente para el público acostumbrado hasta entonces a la tradicional fórmula romántica. La novela está narrada por el difunto Brás Cubas, que no es, según sus propias palabras, "un autor difunto, sino un difunto autor, para quien la losa sepulcral ha sido otra cuna". La dedicatoria que comienza el libro ya anticipa el humor y la ironía presentes en el libro: "Al gusano que primero royó las frías carnes de mi cadáver dedico con sentido recuerdo estas memorias póstumas". 
La novela llama la atención por su carácter experimental. En capítulos cortísimos, algunos de sólo unas pocas líneas, que recuerdan la obra de Laurence Sterne, el personaje relata su vida, sus amores, sus fracasos, desplegando al mismo tiempo un amplio panorama de la sociedad de su tiempo, y desvelando los laberintos del alma humana. El tono de la obra es humorístico y con frecuencia irónico. 

## Adaptaciones cinematográficas
Se han realizado tres versiones cinematográficas de la película: la primera, rodada en tono completamente experimental, en 1967, se llamaba Viagem ao Fim do Mundo, y fue dirigida por  Fernando Cony Campos. La segunda, de 1985, también experimental, fue rodada por Julio Bressane, con Luiz Fernando Guimarães en el papel de Brás Cubas. Por último, en  2001, se rodó una nueva película, Memórias Póstumas, más fiel a la obra, dirigida por André Klotzel, con Reginaldo Faria y Petrônio Gontijo alternándose para el papel protagonista.

## Traducciones al español
- Memorias póstumas de Blas Cubas, Buenos Aires, Club del Libro A.L.A. (Amigos del Libro Americano), 1940. Traducción directa de Francisco José Bolla. Edición fuera de comercio reservada para los socios del Club del Libro Americano A.L.A..
- Memorias póstumas de Blas Cubas, Madrid, Alianza Editorial, 2003. Traducción de José Ángel Cilleruelo. ISBN 84-206-5510-4. Las citas de la novela en este artículo proceden de esta traducción.
- Memorias póstumas de Brás Cubas, Cádiz, Kaizen Editores, 2023. Traducción de Javier Fornell.